# Georges Leclercq
Pour les articles homonymes, voir Leclercq.
Le baron Georges Leclercq, est un jurisconsulte belge né le 14 avril 1858 à Saint-Josse-ten-Noode et mort le 18 mars 1936.

## Biographie sommaire
Appartenant à une famille très liée au monde judiciaire, Georges Leclercq est le petit-fils d'Olivier Leclercq, procureur général à la Cour supérieure de justice de Liège ; le fils de Louis Leclercq, avocat en cassation et d'Élisabeth Petihan ; le frère de Paul Leclercq, procureur général. Il est également l'oncle de Mgr Jacques Leclercq, professeur à l'Université catholique de Louvain.
Il est l'époux de Pauline Van Volxem, petite-fille du bourgmestre de Bruxelles Guillaume Van Volxem, et le père de Marguerite Leclercq, épouse d'Édouard Van Dievoet, avocat, et d'Albert Leclercq, avocat à Bruxelles, décédé le 30 octobre 1966 sans descendance.
Il fait une carrière d'avocat à Bruxelles après avoir prêté serment le 15 octobre 1879 et accompli son stage auprès de son père Louis Leclercq, avocat à la Cour de cassation.
Il est nommé lui-même avocat à la Cour de cassation par arrêté royal du 10 décembre 1891, en remplacement de Louis Orts, et exerce sa charge jusqu'à son décès en 1936.
Il est à plusieurs reprises bâtonnier du barreau de cassation en 1904-1906, 1922-1924 et 1929-1930.
Une rue Georges Leclercq existe à Forest (Bruxelles).

## Ses publications
- Des lettres de change perdues, dans Revue pratique des sciences commerciales, 1902.